# Eleocharis bernardina
Eleocharis bernardina är en halvgräsart som först beskrevs av Philip Alexander Munz och Ivan Murray Johnston, och fick sitt nu gällande namn av Philip Alexander Munz och Ivan Murray Johnston. Eleocharis bernardina ingår i släktet småsäv, och familjen halvgräs. Inga underarter finns listade i Catalogue of Life.